# Mayday
Mayday (uttalas mejdej) är en internationell nödsignal som används vid nödanrop vid telefoni och radiotelex, i stil med SOS som används vid telegrafi. Ordet liknar franskans m'aidez ("hjälp mig"). Ett ordinärt nödanrop med radiotelefoni ges med ordet mayday tre gånger i följd mayday, mayday, mayday följt av fordonets namn och anropssignal. Vissa radiofrekvenser är internationellt anvisade för mayday- och pan-pananrop, som till exempel 156,8 MHz (VHF-kanal 16) och 2 182,0 kHz (mellanvåg). Nödsignalens syfte är att uppmärksamma alla farkoster och få företrädesrätt på kanalen; andra radiostationer skall avbryta sin trafik och lyssna på efterföljande nödmeddelande.

## Ordets ursprung
M'aider är infinitivform av den finita frasen aidez-moi "hjälp mig" på franska, men denna imperativ kan ju knappast ligga bakom formen mayday. Ändå är det möjligt. Detta har lett en del forskare att tro att uttrycket i verkligheten är en förkortning av "Venez m'aider" som betyder "Kom och hjälp mig". Ett annat alternativ är att det kommer ifrån m'aidez, vilket inte heller är helt korrekt på franska. I vilket fall som helst är mayday en ganska grov engelsk fonetisk representation av ordet. Ordet användes först 1923 när en radioofficer vid flygplatsen Croydon i London blev ombedd att komma på ett nödanrop som lätt kunde förstås av både piloter och markpersonal. Eftersom kommunikationen var tät med Le Bourget i Paris föll valet på "Mayday".
I all kommersiell radiotrafik har det i alla tider varit viktigt att undvika missuppfattningar då förbindelsen har dålig kvalitet. Inom luftfarten är detta av största betydelse då flygplanen rör sig med hög hastighet och det är kritiskt för flygsäkerheten att inga instruktioner från flygtrafikledningen och svar från piloter missuppfattas. Det bokstaveringsalfabet som används vid telefoni inom luftfart och sjöfart är utvecklat för att orden inte skall kunna förväxlas. Mot denna bakgrund är det troligt att ordet "Mayday" valts för att inte kunna förväxlas. Uppfattar någon under marginella förhållanden ett nödanrop får ingen tvekan råda om att någon är i nöd. Detta faktum är sannolikt huvudorsaken till att nödanropet slutligen blev Mayday, ett ord som inte används i något annat sammanhang. Jämför med bokstaveringsalfabeten som genomgått en rad förändringar fram till dagens bokstaveringsalfabet.

## Mayday-anrop
Ett Mayday-anrop görs när fartyg, ett flygplan, ett fordon eller en person befinner sig i allvarlig fara och behöver omedelbar hjälp. Exempel kan vara brand, explosion eller förlisning. Anropet görs via kommunikationsradio och är liktydigt med att skicka SOS via morsekod eller att skicka iväg en nödraket. Det är obligatoriskt för alla som mottar ett maydayanrop att ge all hjälp som är möjlig och behövlig, om detta inte förorsakar allvarlig fara för en själv.
Att göra ett falsklarm betraktas som ett brott i många länder.
Om ett Mayday inte kan sändas av farkosten som befinner sig i nöd kan ett så kallat Mayday relay sändas av en närliggande farkost, eller av en kuststation. Likaså kan Mayday relay skickas om nödmeddelandet inte kvitterats, det vill säga om ingen som kan ta på sig ansvaret för räddningsaktionen verkar ha uppfattat nödanropet.